# Ballyrenan
Die Portal Tombs von Ballyrenan (irisch Baile Uí Raonáin, auch Cloghogle oder Cloghastucan genannt, irisch Cloch an Stuacáin) liegen hinter einem Bauernhof nördlich der Ballyrenan Road, die östlich, der Straße B84 (Newtownstewart nach Drumquin) im County Tyrone in Nordirland abzweigt. Als Portal Tombs werden Megalithanlagen in Irland und Großbritannien bezeichnet, bei denen zwei gleich hohe, aufrecht stehende Steine mit einem Türstein dazwischen, die Vorderseite einer Kammer bilden, die mit einem zum Teil gewaltigen Deckstein bedeckt ist.
Am Westende eines weitgehend abgetragenen Cairns liegt das ungewöhnliche, West-Ost-orientierte, parallel, aber gegenläufig ausgerichtete, sehr seltene Doppel-Portal Tomb mit zwei etwa 2,2 m hohen Portal- und drei Decksteinen (einer ist ein Zwischenlieger über dem Portal). Die beiden oberen haben mehrere Schälchen (englisch cups) und einen gemeinsamen seitlichen Tragstein. 
Dieses seltene Beispiel eines Doppel-Portal Tombs ist 4,2 m lang. Als es im Jahre 1907 ausgegraben wurde, fand man eine Pfeilspitze aus Feuerstein und Steinperlen. Bei der Ausgrabung im Jahre 1936 wurden Scherben aus der Jungsteinzeit, bearbeitete Feuersteine und weitere Perlen gefunden. 
Westlich des Cairns liegt ein Stein mit Schleifspuren. Im Osten des Cairns befindet sich ein weiteres Portal Tomb. Ihm fehlt der Schlussstein, aber es hat einen hohen Schwellenstein zwischen den Portalsteinen.
In der Nähe liegt das Court Tomb von Beltany.